# کورت گارشال
کورت گارشال (آلمانی: Kurt Garschal؛ زادهٔ ۱۱ ژوئن ۱۹۴۱) دوچرخه‌سوار اهل اتریش است.  وی در بازی‌های المپیک تابستانی ۱۹۶۰ شرکت کرده است.